# Aglaia cinnamomea
Espèce
Synonymes
- Aglaia antonii Elmer[2]
- Aglaia banahaensis Elmer ex Merr.[2]
- Aglaia caulobotrys Quisumb. & Merr.[2]
- Aglaia davaoensis Elmer[2]
- Aglaia harmsiana G.Perkins[2]
- Aglaia inaequalis Teijsm. & Binn.[2]
- Aglaia lagunensis Merr.[2]
- Aglaia marginata Craib[2]
- Aglaia negrosensis Merr. ex Elmer[2]
- Aglaia ovata Teijsm. & Binn.[2]
- Aglaia palawanensis Merr.[2]
- Aglaia querciflorescens Elmer[2]
- Aglaia reinwardtii Miq.[2]
- Aglaia sorsogonensis Elmer[2]
- Aglaia tayabensis Merr.[2]
- Aglaia urdanetensis Elmer[2]
- Aglaia villosa (C.DC.) Merr.[2]
- Aglaiopsis lancifolia (Hook.f.) Miq.[2]

Statut de conservation UICN

 VU A1c : Vulnérable
Aglaia cinnamomea est une espèce de plantes de la famille des Meliaceae.

## Publication originale
- Journal of Botany, British and Foreign 61(Suppl.): 9. 1923.